# Rugerero (Sektor)
Rugerero (Kinyarwanda Umurenge wa Rugerero) ist einer von zwölf Sektoren im Distrikt Rubavu in der Westprovinz von Ruanda.

## Geographie
Rugerero hat eine Fläche von 25,3 km². Der Sektor grenzt im Norden an Rubavu, im Osten an Nyakiliba, im Südosten an Nyundo, im Südwesten an Nyamyumba und im Westen an Gisenyi. Er unterteilt sich in die sieben Zellen Basa, Gisa, Kabilizi, Muhira, Rugerero, Rushubi und Rwaza. Durch Rugerero verläuft der Fluss Sebeya, der Richtung Südwesten in den Kiwusee mündet.

## Bevölkerung
Nach Stand der Volkszählung von 2022 liegt die Einwohnerzahl bei 66.926. Zehn Jahre zuvor waren es 42.574, was einem jährlichen Bevölkerungszuwachs von 4,6 Prozent zwischen 2012 und 2022 entspricht.

## Verkehr
Durch den Sektor verläuft die asphaltierte Nationalstraße 2.